# Chiesa di San Giuseppe (Milano)
La chiesa di San Giuseppe è una chiesa di Milano situata a poca distanza da piazza della Scala, sulla via Giuseppe Verdi. Edificata nella prima metà del XVII secolo, è considerata il capolavoro di Francesco Maria Richini, che ne progettò gli spazi unendo due corpi a pianta centrale a formare una pianta longitudinale. La chiesa, che segna convenzionalmente l'inizio del periodo barocco milanese, è tra gli edifici più rappresentativi del primo barocco lombardo e rappresentò per i primi anni del '600 il prototipo della chiesa a pianta longitudinale nel nord Italia e in parte dell'Europa centrale.

## Storia
Le prime notizie storiche sul complesso di San Giuseppe giungono dal 1503 quando fu fondato il luogo pio di San Giuseppe: Carlo Torre scrive che tale luogo pio, deputato all'assistenza di giovani donne non sposate, ancora esisteva nella prima metà del XVIII secolo e che questo aveva una rendita annuale di settemila scudi. Una prima chiesa dedicata a San Giuseppe venne quindi eretta in loco a partire dal 1519 su progetto di Girolamo della Porta: della primitiva chiesa non sono giunte molte informazioni, tuttavia è noto come la chiesa presentasse una pianta centrale con colonne libere, sul modello della chiesa di San Fedele, e logge a serliana sul modello della chiesa di San Maurizio al Monastero Maggiore. Della vecchia chiesa viene fatta menzione nei documenti della visita pastorale del cardinale Carlo Borromeo nel 1568, che riporta la presenza di un campanile e di una pala d'altare dipinta con un Presepe. Il principale risultato della visita fu convincere il cardinale che la chiesa era ormai troppo piccola per le esigenze dei fedeli della parrocchia, per cui nel 1575 ne fu deciso il rifacimento in forme più grandi. Tuttavia con la peste del 1576 e la morte del cardinale i propositi di ampliamento della chiesa furono accantonati fino al 1598, quando vennero mossi i primi contatti per l'architetto del complesso.
La chiesa di San Giuseppe nelle forme attuali fu costruita, secondo quanto scritto da Serviliano Latuada che riporta un manoscritto secentesco conservato alla biblioteca Ambrosiana, a partire dal 1607 su progetto di Francesco Maria Richini, prendendo il posto dell precedente edificio. Da una relazione dello stesso Richini sull'avanzamento dei lavori si può dedurre che al 1617 lo spazio ottagonale fosse concluso, mentre nel 1611 era iniziata la costruzione del presbiterio. Nel 1616, anno della consacrazione e della prima messa del cardinale Federico Borromeo, fu costruito l'altare maggiore che fu decorato con la pala d'altare del Presepe appartenente alla vecchia chiesa. Nel 1626 l'interno poteva dirsi completato, mentre la facciata era stata eseguita solo nell'ordine inferiore: tra il 1629 e il 1630 la facciata fu completata e vennero posti all'interno le pale d'altare di Melchiorre Gerardini e Giulio Cesare Procaccini.
La chiesa, conclusa in meno di trent'anni, non ebbe una storia particolarmente travagliata: tra i pochi interventi successivi alla conclusione dei lavori si possono citare due pale di altare di Andrea Lanzani e Giovanni Stefano Danedi risalenti alla seconda metà del Seicento, il rifacimento dell'altare maggiore nel 1763 e l'aggiunta di statue ottocentesche sulla facciata. Nella seconda metà del XIX secolo Paolo Rotta non aggiunge dettagli più rilevanti circa la storia dell'edificio se non che negli anni in cui scriveva vi erano proposte di demolizione della chiesa per permettere l'allargamento della ca' de Sass: la celebrità dell'edificio tuttavia fece sì che la chiesa, già sconsacrata all'inizio del XIX secolo e più tardi acquistata dalla Cassa di Risparmio delle Provincie Lombarde che aveva sede nella ca' de Sass a fianco, anziché essere demolita fu completamente restaurata a spese della banca e riaperta al culto.
Il lato destro della chiesa si affaccia su via Andegari: secondo le cronache di Goffredo da Bussero la via fu tra le prime a Milano ad essere pavimentate con mattoni disposti a spina di pesce perché in prossimità della dimora dei Torriani. Solo alla fine del Settecento l'ammattonato medioevale fu sostituito dalla rizzata, un selciato a ciottoli dotato di uno scolo centrale per le acque piovane.

## Architettura esterna
La chiesa fu progettata da Francesco Maria Richini di ritorno da un viaggio di studio nell'Italia centrale: l'architetto milanese fece un ampio uso di elementi da lui appresi nel soggiorno romano, aggiornando di fatto i modelli classici del manierismo lombardo fino ad allora in uso, determinandone il superamento. Per questi motivi la chiesa di San Giuseppe viene generalmente considerata come il primo edificio pienamente barocco di Milano e il capolavoro del Richini, benché questo fosse il primo progetto a lui affidato integralmente.
Il Richini progettò con molta attenzione l'aspetto unitario che la chiesa doveva progettare dall'esterno: se fino ad allora la facciata della chiesa rappresentava un semplice abbellimento esterno della struttura indipendente dal resto della struttura, l'architetto definì l'altezza dell'ordine inferiore della facciata come l'altezza del presbiterio, e l'altezza dell'ordine superiore pari all'altezza dell'ottagono del tiburio, tentando per primo di dare all'intera struttura un aspetto coordinato.

### Facciata
La facciata è divisa su due ordini entrambi scanditi da lesene e colonne, quello inferiore è centrato sull'unico portale della chiesa, mentre ai lati vi sono due nicchie ospitanti delle statue; l'ordine superiore, è raccordato con la base da due volute, e si conclude in alto con un frontone ottenuto dalla sovrapposizione di una soluzione triangolare e una curva, mentre sull'ordine superiore vi è centrato un finestrone dalle decorazioni elaborate.
L'ordine inferiore della facciata è scandita da lesene di ordine ionico che dividono la partitura inferiore in tre ordini verticali: tra le lesene negli ordini esterni sono presenti nicchie con statue ottocentesche di San Pietro e di San Paolo di Luigi Scorzini, autore anche del rilievo della Sacra Famiglia posto sopra il portale in corrispondenza del timpano spezzato. L'ordine orizzontale superiore, diviso dall'inferiore da una trabeazione e raccordato a questa con delle volute, è scandito da lesene di ordine corinzio che reggono il frontone curvilineo inscritto nel frontone triangolare esterno. Il centro dell'ordine superiore è sottolineato da un finestrone con balcone, elemento ricorrente nei progetti richiniani, decorato con una cornice curvilinea spezzata.
La facciata, di chiara ispirazione alla chiesa di Santa Susanna alle Terme di Diocleziano di Carlo Maderno, contribuisce a fare apparire la costruzione come un interessante esempio di architettura di tradizione lombarda aggiornata ai nuovi gusti barocchi emergenti a Roma. Lo schema della facciata, con nicchie, colonne e lesene e finestrone fu riutilizzato dallo stesso Richini nel progetto per la facciata della chiesa di Santa Maria alla Porta, portato a termine dal suo allievo Francesco Borromini.

## Architettura interna
(Marco Rossi, Disegno storico dell'arte lombarda)

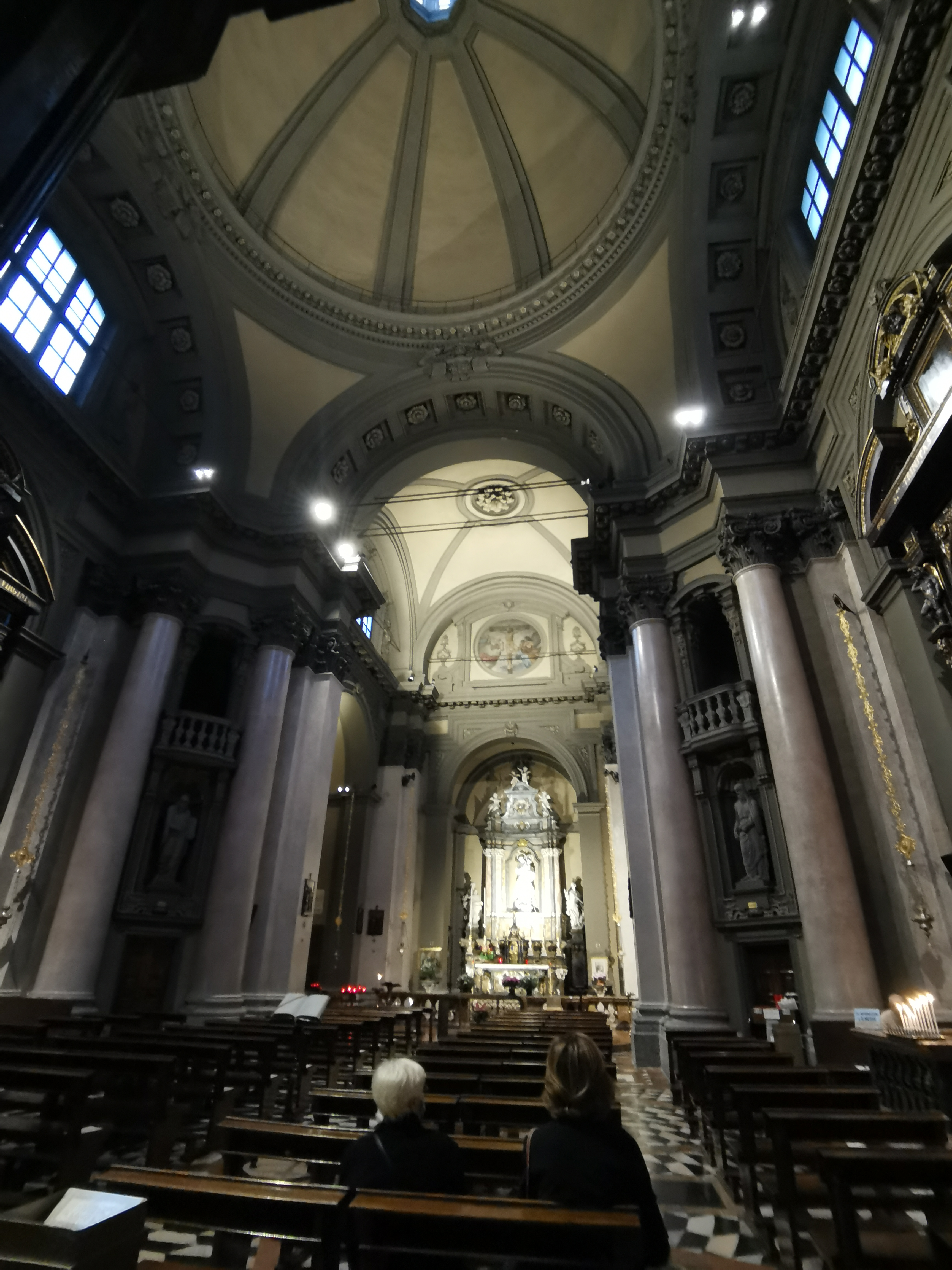
Interno della chiesa

La pianta longitudinale della chiesa si presenta come la composizione di due spazi a pianta centrale: il primo dall'ingresso è costituito da un ambiente a pianta ottagonale ottenuta dal taglio degli spigoli dello spazio quadrato, mentre il secondo, leggermente più piccolo, presenta una pianta quadrata a cui si affiancano due cappelle laterali. I due spazi sono congiunti da un arco, che tuttavia rimarca idealmente la separazione tra i due ambienti riservati ai fedeli e al clero: l'unione di due spazi a pianta centrale ad indurre direzionalità longitudinale nell'edificio può essere considerata un'evoluzione della soluzione della chiesa di San Sebastiano, usata dal Tibaldi come compromesso tra l'uso della pianta centrale e le norme tridentine che preferivano chiese a pianta longitudinale.
La soluzione dell'unione di due piante centrali, che vede idealmente un capostipite nel progetto del Bramante per San Pietro, fu tra le più utilizzate nell'architettura del Seicento italiano, e specialmente nell'Italia settentrionale fu il punto di partenza per ulteriori sviluppi di questa tipologia di pianta.

### Aula

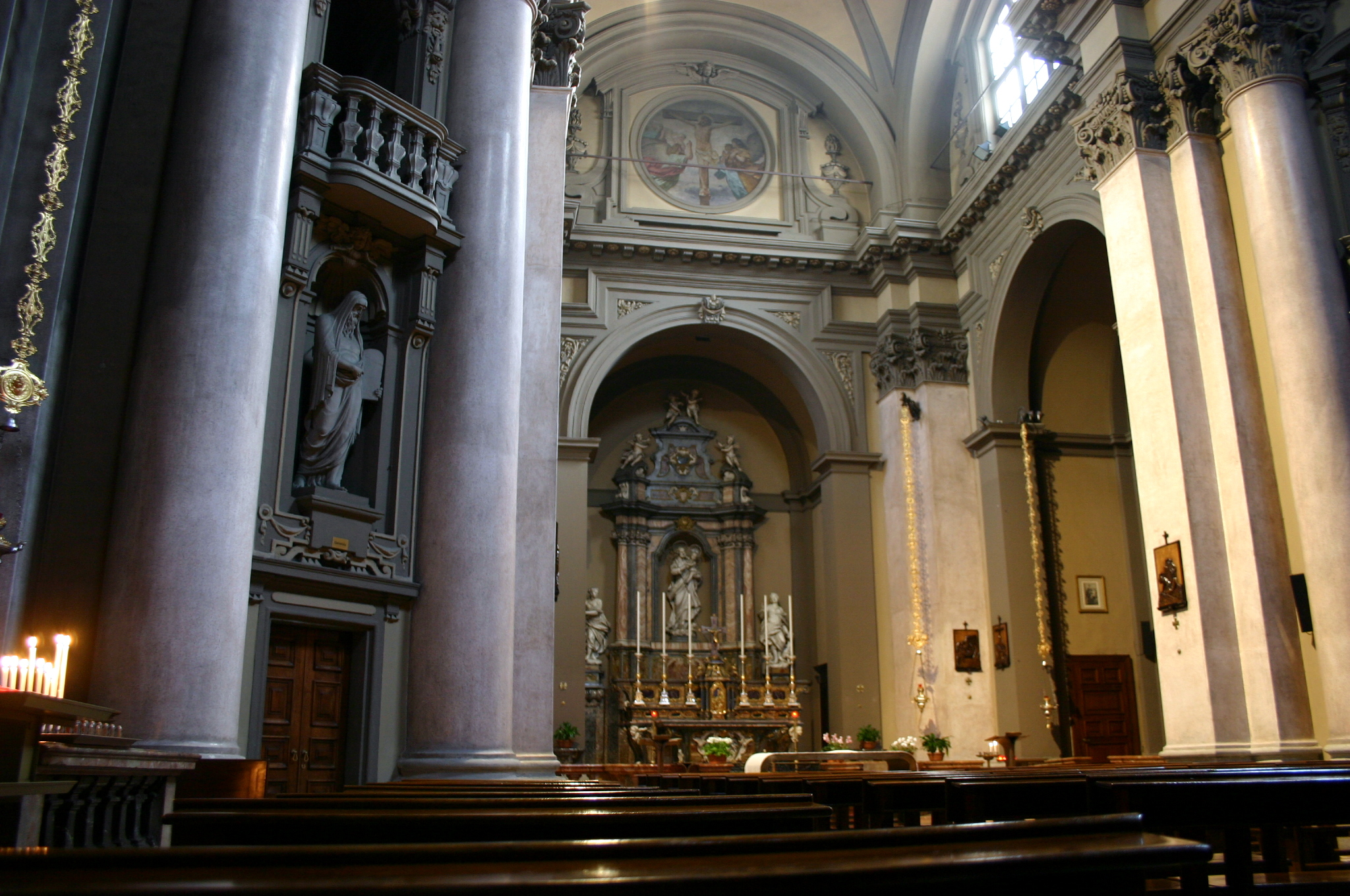
Presbiterio visto dall'aula

L'aula, di forma ottagonale inscritta in un quadrato, è costituito da un monumentale spazio coronato da una cupola sorretta da colonne binate perimetrali di ordine gigante poste sui lati obliqui dell'ottagono, soluzione ispirata alla chiesa di Sant'Alessandro in Zebedia del suo maestro Lorenzo Binago: se la struttura è ispirata alle colonne perimetrali del San Fedele del Tibaldi, o più in generale al modello di baldacchino del Tibaldi, le colonne giganti si presentano senza capitello, come mutuato dal progetto del duomo di Milano del Tibaldi o dagli interni della romana chiesa di San Salvatore in Lauro. Le colonne binate, di ordine ionico, sono di granito rosa lucidato: nello spazio tra le colonne sono presenti nicchie ornate con statue, sormontata da tribune con balaustrata.
La chiesa conferma dunque la fusione tra gli stilemi tradizionali lombardi (tiburio ottagonale e colonne perimetrali) e i nuovi temi del barocco romano appreso nei viaggi del giovane architetto (volta a cupola al posto della tradizionale copertura a vela). L'aula presenta un pavimento originale a lastre in marmo nero e bianco alternato a creare un motivo a spirale concentrica; motivo che assieme ad un accurato studio delle luci degli ambienti accentua la dinamicità dell'ambiente tipica dell'architettura barocca.
Tra le numerose chiese la cui pianta fu ispirata dalla pianta centrale ottagonale del San Giuseppe si può citare nella stessa Milano la chiesa di San Bernardino alle Ossa di Giuseppe Merlo, mentre tra le più celebri citazioni situate al di fuori della città c'è sicuramente il santuario di Santa Maria della Vita a Bologna, la quale mostra con una struttura aula-presbiterio del tutto simile al capolavoro del Richini.

#### Cappelle laterali
Sul lato destro dell'aula si trova l'altare decorato con la Morte di San Giuseppe di Giulio Cesare Procaccini, il cui anno di realizzazione resta ignoto, tuttavia è possibile catalogarlo come un'opera tarda del pittore grazie all'abbandono di scene affollate e una maggiore concentrazione sulla profondità della scena.

### Presbiterio
Il presbiterio presenta una pianta a croce greca ed è sormontato da una volta a vela, in contrasto con la copertura a cupola dell'aula: al contrario ne riprende la decorazione con il motivo a lesene di ordine corinzio poste agli angoli. Il presbiterio contiene l'altare maggiore e due laterali.

#### Altari
Il complesso dell'altare maggiore, risalente al XVIII secolo, presenta i tipici caratteri della scultura tardo barocca: realizzato in marmi policromi con aggiunte di pietre preziose, è decorato con un bassorilievo nel paliotto e sculture di teste di cherubini. L'altare è sormontato da una ricca e fastosa cornice, sempre realizzata con marmi policromi, nella cui nicchia è presente la statua di San Giuseppe di Elia Vincenzo Buzzi, fiancheggiata da due statue allegoriche rappresentanti l'Innocenza e la Mansuetudine.
Gli altri due altari, a fianco del presbiterio, risalgono al secondo Seicento milanese, e presentano la pala d'altare della Predica del Battista, attribuita dalla maggioranza dei critici a Giovanni Stefano Danedi detto il Montalto, mentre l'ultima pala di Andrea Lanzani risale al 1675 raffigurante il Mistero della fuga in Egitto; in queste due pale, rispetto al resto della chiesa si nota uno stile già marcatamente barocco, se non presettecentesco

### Fonti antiche
- Serviliano Latuada, Descrizione di Milano ornata con molti disegni in rame delle fabbriche più cospicue che si trovano in questa metropoli, vol. 5, Milano, Tipografia Giuseppe Cairoli, 1752.
- Paolo Rotta, Passeggiate storiche, ossia Le chiese di Milano dalla loro origine fino al presente, Milano, Tipografia del Riformatorio Patronato, 1891.
- Carlo Torre, Il ritratto di Milano diviso in tre libri, vol. 1, Milano, Stamperia Agnelli, 1714.

### Fonti moderne
- Eugenia Bianchi, Stefania Buganza, Il Seicento e il Settecento, Milano, NodoLibri, 1999.
- Annamaria Cascetta, Roberta Carpani, La scena della gloria: drammaturgia e spettacolo a Milano in età spagnola, Milano, Vita e Pensiero, 1995, ISBN 88-343-1699-1.
- Simonetta Coppa, Federica Bianchi, Lombardia barocca, Milano, Jaca Book, 2009.
- Giovanni Denti, Architettura a Milano tra controriforma e barocco, Firenze, Alinea Editrice, 1988.
- Maria Teresa Fiorio, Le chiese di Milano, Milano, Electa, 1985, ISBN 88-370-3763-5.
- Paolo Mezzanotte, Giacomo Bascapè, Milano nell'arte e nella storia, Milano, Bestetti, 1968, ISBN non esistente.
- Carlo Ponzoni, Le chiese di Milano: opera storico artistica ornata da circa 1000 illustrazioni, Milano, Arti Grafiche Milanesi, 1930, ISBN non esistente.
- Marco Rossi, Disegno storico dell'arte lombarda, Milano, Vita e Pensiero, 1990, ISBN 88-343-1212-0.
- Francesco Repishti, Anticipazioni su Girolamo della Porta detto Novarino: l'attività nel Duomo e il primo progetto per la chiesa di San Giuseppe (1519), in Arte Lombarda, n. 137, Milano, Il Vaglio Cultura Arte, 2003, ISSN 0004-3443 (WC · ACNP). URL consultato il 13 giugno 2016 (archiviato dall'url originale l'8 agosto 2016).
- Aurora Scotti Toseni, Lorenzo Binago e Francesco Maria Ricchino tra Milano e Roma, in Arte Lombarda, n. 134, Milano, Il Vaglio Cultura Arte, 2002, ISSN 0004-3443 (WC · ACNP). URL consultato il 13 giugno 2016 (archiviato dall'url originale il 13 dicembre 2015).
- Rudolf Wittkower, Arte e architettura in Italia (1600-1750), Torino, Einaudi, 1993, ISBN 88-06-13241-5.